# Dendrobium forbesii
Dendrobium forbesii là một loài thực vật có hoa trong họ Lan. Loài này được Ridl. mô tả khoa học đầu tiên năm 1886.

## Hình ảnh

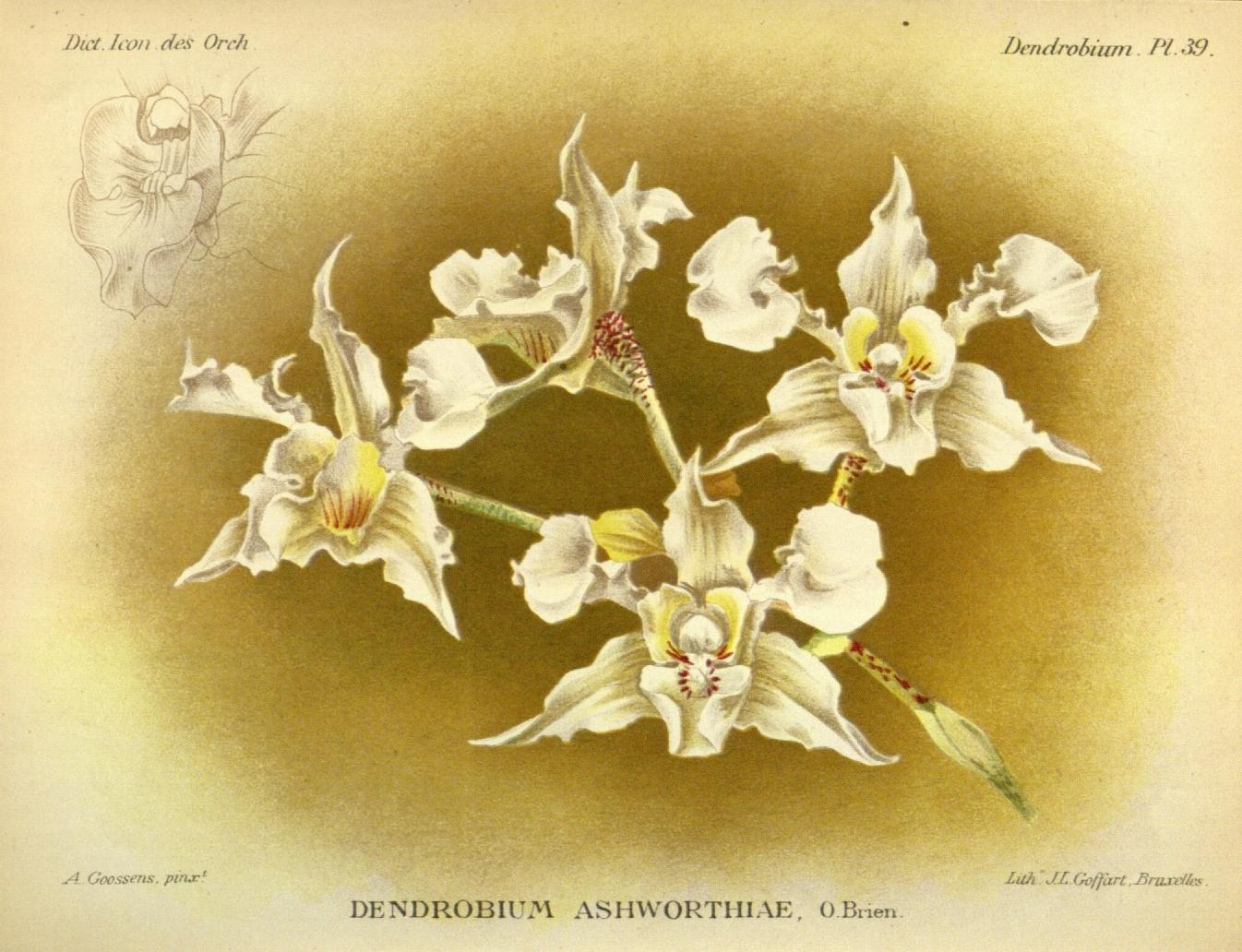